# Pang Xunqin
Pang Xunqin (庞薰琹), né le 20 juin 1906 à Jiangsu et mort le 18 mars 1985 à Pékin, est un peintre et professeur chinois ayant fait ses études à Paris à l'académie Julian.
Il a co-fondé une société d'artistes dont le but était d'apporter l'art nouveau parisien en Chine,. En 1972, victime de la Révolution culturelle, il est interdit d'enseigner et contraint à une retraite anticipée.